# أذكى الرجال في الغرفة (كتاب)
أذكى الرجال في الغرفة: الصعود المذهل والسقوط المخزي لإنرون هو كتاب من تأليف بثني ماكلين وبيتر إلكيند، نُشر لأول مرة في عام 2003، في عام 2005 تم تحويله إلى فيلم وثائقي بعنوان «إنرون: أذكى الرجال في الغرفة». الكتاب يتحدث عن كارثة إفلاس شركة إنرون الذي يُعتبر الإفلاس الأكبر في تاريخ الولايات المتحدة.
عمل ماكلين وإلكيند على الكتاب عندما كانا يعملان في مجلة فورشن، وانتهيا منه في 5 مارس 2001 كمقالات في مجلة فورشن بعنوان «هل إنرون مُبالغ بها؟».
الكتاب يستند إلى مئات المقابلات والوثائق والتفاصيل المأخوذة من التقويمات الشخصية، وتقييمات الأداء، ورسائل البريد الإلكتروني ووثائق أخرى. صنفته بيزنس ويك كأفضل كتاب عن كارثة إنرون حتى الآن.
وضعته نيويورك تايمز في قائمة أكثر الكتب مبيعًا، وصنفته مجلة «استراتيجي+بيزنيس» (strategy+business) كأفضل كتاب اقتصادي في عام 2003.

## وصلات خارجية
- مقابلة مع ماكلين عن أذكى الرجال في الغرفة, 19 يونيو 2005 على سي-سبان.